# Суринам на летних Олимпийских играх 2008
Суринам принимал участие в Летних Олимпийских играх 2008 года в Пекине (Китай) в одиннадцатый раз за свою историю, но не завоевал ни одной медали. Сборную страны представляли 2 женщины.